# Café con aroma de mujer
Café con aroma de mujer (titolo inglese: The Scent of Passion) è una telenovela colombiana prodotta da RCN Televisión e distribuita da Telemundo. La serie è andata in onda per la prima volta su Canal RCN dal 10 maggio 2021 al 24 settembre 2021. Negli Stati Uniti è stata trasmessa su Telemundo dal 25 maggio 2021 al 27 settembre 2021. La serie è l'adattamento dell'omonima telenovela colombiana del 1994 scritta da Fernando Gaitán, di cui sono stati realizzati anche due adattamenti per il Messico, ovvero Cuando seas mía e Destilando amor. I protagonisti sono interpretati da William Levy, Laura Londoño e Carmen Villalobos.

## Trama
Ogni anno, Gaviota (Laura Londoño) e sua madre arrivano all'Hacienda Casablanca per ritirare il caffè del secondo raccolto dell'anno, ma sperano che la loro prossima visita sia l'ultima, perché d'ora in poi saranno proprietarie della loro terra personale. Tuttavia, Octavio Vallejo, il proprietario della hacienda, è appena morto. Gaviota in precedenza lo aveva salvato da un rapimento. Octavio ha promesso come ricompensa di darle un ettaro di terra in modo che potesse coltivare il proprio caffè. Cercando di convincere la famiglia Vallejo a onorare l'accordo, Gaviota incontra Sebastián (William Levy), il figlio di Octavio, e tra loro nasce un amore straziante e impossibile.

## Personaggi
- Sebastian Vallejo, interpretato da William Levy.
- Teresa Suarez "La Gaviota", interpretata da Laura Londoño.
- Lucia Sanclemente, interpretata da Carmen Villalobos.[7]
- Iván Vallejo, interpretato da Diego Cadavid.
- Leonidas Salinas, interpretata da Lincoln Palomeque.

## Produzione
La produzione è iniziata a dicembre 2020, in Colombia. Il cast è stato annunciato il 4 dicembre 2020 dalla rivista americana People en Español. Un trailer della serie è stato rilasciato il 5 aprile 2021.